# Neunforn
Neunforn is een gemeente en plaats in het Zwitserse kanton Thurgau, en maakt deel uit van het district Frauenfeld.
Neunforn telt 946 inwoners.